# 怪物 (2023年の映画)
『怪物』（かいぶつ）は、2023年の日本映画。監督は是枝裕和、脚本は坂元裕二。主演は安藤サクラ、永山瑛太、黒川想矢、柊木陽太。第76回カンヌ国際映画祭において、脚本賞および日本映画史上初のクィア・パルム賞を受賞し、190以上の国や地域でも展開されることが決定した。
音楽を担当している坂本龍一は公開前の2023年3月に死去したため、本作が遺作となった。

## あらすじ
物語は大きな湖の岸辺の町で起きた雑居ビル火災に始まり、麦野沙織・保利道敏・麦野湊の3人の視点で描かれる。
シングルマザーの麦野沙織は、小学5年生の息子・湊とともに、自宅から雑居ビルの消火活動を眺めていた。その最中、湊は「豚の脳を移植した人間は…人間？ それとも豚？」と不可解な問いを口にする。その後、突然髪を短く切ったり、片方の靴を失くしたり、塞ぎ込んだりするなど、次第に異変が目立つようになる。不審に思った沙織が問い詰めると、湊は「自分の脳は豚の脳と入れ替わっている。担任の保利先生にそう言われた」と打ち明けた。
沙織は担任の保利と話すために小学校へ向かったが、校長や教頭たちは頭を下げるばかりで真摯に向き合おうとしなかった。何度も学校に押しかける沙織に「湊は同級生の星川依里という少年をいじめている」と口にする保利。しかし、依里は「自分はいじめられていない。保利はいつも湊に暴力を振るっている」と沙織達の前で証言した。保利は保護者会で謝罪させられ、退職に追い込まれる。台風が上陸したある朝、沙織が湊の部屋へ向かうがそこに湊の姿はなかった。
雑居ビル火災の夜、恋人にプロポーズする保利。教師である保利はある日、教室で突然暴れる湊を止めようとした際、肘が湊の鼻に当たり鼻血を出させてしまった。湊の母親の沙織が学校に来たと聞いて事情を説明しようとするが、校長や教頭たちはトラブルを嫌い、保利に謝罪以外の行動を許さなかった。
その後、保利は依里が上履きを隠されたり、トイレに閉じ込められたりと、いじめられている様子を目撃し、湊が依里をいじめているのではないかと疑い始める。確証を得ようと星川家を訪ねる保利。依里のシングルファーザーの父親は息子である依里を化け物と呼び、「頭に豚の脳が入っているから人間に戻そうとしている」と平然と語った。
保利は、自身に向けられた疑念を晴らすことができず、保護者会で謝罪を行った。しかし、その後、週刊誌に体罰教師として取り上げられたことをきっかけに、恋人にも見放され、精神的に追い詰められ最終的に、保利は学校を退職した。何もかもうまくいかない現状に茫然自失になってしまった保利は校舎の屋根に上がり、飛び降りようとするも踏みとどまる。引っ越しの準備中、ふと依里の作文の添削を始めた保利は、あることに気づき麦野家に向かうが、湊の姿はなかった。台風の中、忽然と姿を消した湊たちを、沙織と共に探しに廃線跡へ行き、土砂崩れでほぼ埋もれた列車の車両を発見した。二人が車の窓を開けると、湊のレインコートしか見つからなかった。
雑居ビル火災の夜、校長は着火マンを持って出歩いていた依里と偶然遭遇する。翌日、学校で湊と依里は音楽係として放課後の掃除の際、音楽準備室へ向かうことになる。その場で二人きりとなった依里は、湊に対し「自分の脳は豚の脳と入れ替わっている」と改めて打ち明けた。湊のクラスでは、一部の同級生による「ドッキリ」と称したいじめが依里に向けられており、湊は、そのいじめが自分にも及ぶことを恐れ、依里に「人前では話しかけないように」と約束させる。結果として、湊も同級生からの依里への「ドッキリ」への参加を余儀なくされる。一方、依里が見つけたトンネルの先にある廃線跡地の鉄道車両を秘密基地とし、インディアンポーカーなどの遊びを通じて、学校でいじめられ、家では父親に虐待されている依里と湊が次第に親密になっていく。その後、湊が突然教室で暴れ、それを止めようとした保利の腕が当たり、湊は鼻血を流す騒動が起こる。この騒動の中で、湊は依里をいじめていた同級生たちの注意を逸らそうとしていた。
ある時、依里は「ビッグランチ（ビッグクランチの誤用）」が起こると宇宙が収縮を始め、時間が逆行し、生まれ変わることが出来ると湊に告げ、湊と依里は、廃電車で「ビッグランチ」を迎える準備を始める。その準備の最中、依里は自分がいずれ転校することを湊に打ち明け、別れへの不安に揺れる湊をそっと抱きしめた。
湊は、母親が望む「父親と同様に結婚し、どこにでもある普通の家族を築く」という理想に対し、父親のように男らしく生きることができない自分に後ろめたい気持ちを抱いていた。湊は自身の様子を心配する母・早織に対して、自己や依里との関係に思い悩んだ末、担任の保利先生から「湊の脳は豚の脳が入っている」と言われたなどの虚偽の内容を伝えた。その後、依里は学校を休みがちになり、保利は退職して学校へ来なくなった。
ある日、突然保利が校舎に現れ、湊は追いかけられる。保利は「君になにもしていないよね」と湊に問いただす。湊はうなずいてから急いでその場を離れようとしたところ、階段から転げ落ち怪我をしてしまう。湊は、自身のついた嘘がきっかけで窮地に追い込まれる保利先生に対して抱いた深い罪悪感を校長に打ち明ける。すると、校長は「一緒だ」と呟き、自らも嘘をついていたことを告白し、湊にトロンボーンを手渡す。さらに、湊は、好きな子がいるものの、その事実を明かすことで、自分だけでなく母親など周囲の人々にも、自分が幸せになれないことが知られてしまうため、自分自身にも嘘をついているという葛藤を吐露する。湊の心情を察した校長は自らもホルンを手に取りながら、誰にも言えない思いを吹きこむようにと促し、二人は音楽室で管楽器を吹き鳴らした。
台風が接近する明け方、星川家に侵入した湊は、父親から暴力を受け風呂場で衰弱している依里を見つける。湊は「ビッグランチが来る」と言って依里を助け出し、嵐の中、廃電車の秘密基地に向かう。いつものように車内で過ごす二人は防災スピーカーのサイレンを聞き、出発の音だとはしゃぐ。
土砂崩れで横転した廃電車から這い出した湊と依里。外は台風は過ぎ去り、辺りは晴れやかな光に満ちており、「生まれ変わったのかな？」と問いかける依里に「そういうのはないと思うよ。元のままだよ」と返す湊。「そっか、良かった」と依里は笑い、二人は泥だらけのまま楽しそうに草むらを駆け抜けていく。

## キャスト
麦野早織（むぎの さおり）
演 - 安藤サクラ
湊の母親。シングルマザー。
保利道敏（ほり みちとし）
演 - 永山瑛太
湊、依里の担任教師。
麦野湊（むぎの みなと）
演 - 黒川想矢（幼少期・黒川晏慈）
早織の息子。小学5年生。
星川依里（ほしかわ より）
演 - 柊木陽太
湊の同級生。小学5年生。
品川友行
演 - 黒田大輔
小学校の学年主任。
神崎信次
演 - 森岡龍
湊が2年生の時の担任教師。
八島万里子
演 - 北浦愛
保利の同僚の教師。
蒲田大翔
演 - 小林空叶
湊、依里の同級生。
広橋岳
演 - 柳下晃河
湊、依里の同級生。
浜口悠生
演 - 金光泰市
湊、依里の同級生。
木田美青
演 - 飯田晴音
湊、依里の同級生。
ミスカズオ
演 - ぺえ
女装タレント。
広橋理美
演 - 野呂佳代
岳の母親。
伏見の夫
演 - 中村シユン
伏見校長の夫。現在、収監中。
鈴村広奈
演 - 高畑充希
保利の恋人。
正田文昭
演 - 角田晃広
湊、依里が通う小学校の教頭。
星川清高
演 - 中村獅童
依里の父親。シングルファーザー。
伏見真木子
演 - 田中裕子
小学校の校長。交通事故で孫を亡くしている。
黒田莉沙
演 - 小畑葵
湊、依里の同級生。
藤森日和
演 - 石橋実都
湊、依里の同級生。
小松瑛多
演 - 志村瑛多
湊、依里の同級生。
前坂恭子
演 - 片山萌美
雑誌の記者。
消防隊員
演 - 松浦慎一郎
保健室の先生
演 - 大田路
タレント
演 - ゆってぃ
テレビ番組に登場するタレント。
- 石橋類[28]、黒宮けいた[29]、石橋琴子[30]、赤坂優弥[31]、藤井峻、木村日向、庄田心春[32]、大北怜花[33]、溝口凛瞳[34]、田中爽一郎[35]、今西葵[36]、西野未姫[18]、木月あかり[37]、宮司愛海、渡辺和洋、文山胤萌

## スタッフ
- 監督：是枝裕和
- 脚本：坂元裕二
- 音楽：坂本龍一[10]
- 製作：市川南、依田巽、大多亮、潮田一、是枝裕和
- エグゼクティブプロデューサー：臼井央
- 企画・プロデュース：川村元気、山田兼司[4]
- プロデューサー：伴瀬萌、伊藤太一、田口聖
- ラインプロデューサー：渡辺栄二
- 撮影：近藤龍人
- 照明：尾下栄治
- 録音：冨田和彦
- 音響効果：岡瀬晶彦
- 編集：是枝裕和[1]
- 美術：三ツ松けいこ
- セットデザイン：徐賢先
- 装飾：佐原敦史、山本信毅
- 衣装デザイン：黒澤和子
- 衣装：伊藤美恵子
- ヘアメイク：酒井夢月
- キャスティング：田端利江
- スクリプター：押田智子
- 助監督：森本晶一
- 制作担当：後藤一郎
- 配給：東宝、ギャガ[4]
- 制作プロダクション：AOI Pro.
- 製作：「怪物」製作委員会（東宝、ギャガ、フジテレビジョン、AOI Pro.、分福）[10]

## 主な受賞・選出
- 第76回カンヌ国際映画祭 [38]
  - クィア・パルム賞
  - カンヌ国際映画祭 脚本賞（坂元裕二）
- 第42回バンクーバー国際映画祭（英語版） [39]
  - 観客賞
- 韓国芸術映画館協会賞 [40]
  - 観客賞
  - 作品賞（海外作品）
- 第22回TAMA映画賞[41]
  - 最優秀作品賞
- 第43回ハワイ国際映画祭 [42]
  - VanguardAward （安藤サクラ）
- 第24回ニューポート・ビーチ映画祭（英語版） [43]
  - 最優秀作品賞
  - 最優秀脚本賞（坂元裕二）
  - 最優秀男優賞（永山瑛太）
- 第17回アジア・フィルム・アワード[44]
  - 監督賞（是枝裕和）
- 第75回読売文学賞[45]
  - 戯曲・シナリオ賞（坂元裕二）
- 2023年度 全国映連賞[46]
  - 日本映画ベストテン 第2位
- 第97回キネマ旬報ベスト・テン[47]
  - 日本映画ベスト・テン 第7位
  - 読者選出日本映画ベストテン 第3位
- Filmarks  2023年度 TOP10[48]
  - 邦画部門（実写・アニメーション区別なく劇場で放映された全ての邦画を含む）年間第2位
- ELLE CINEMA AWARDS[49]
  - ディレクター賞（是枝裕和）
- 第47回日本アカデミー賞[50]
  - 優秀作品賞
  - 最優秀主演女優賞（安藤サクラ）
  - 新人俳優賞（黒川想矢、柊木陽太）
  - 優秀監督賞（是枝裕和）
  - 優秀美術賞（三ツ松けいこ、徐 賢先）
  - 優秀音楽賞（坂本龍一）
  - 優秀撮影賞（近藤龍人）
  - 優秀編集賞（是枝裕和）
  - 優秀照明賞（尾下栄治）
  - 優秀録音賞（冨田和彦）
- おおさかシネマフェスティバル2024[51]
  - 日本映画/作品賞ベストテン 第2位
  - 新人賞（黒川想矢、柊木陽太）
- 第66回ブルーリボン賞 [52]
  - 新人賞（黒川想矢）
- 英国インディペンデント映画賞 [53]
  - 最優秀外国インディペンデント映画 最終リスト選出
- 国際シネフィル協会（英語版） 賞(ICS Awards 2024) [54]
  - オリジナル脚本賞 最終リスト選出（坂元裕二）

## 制作・製作

### 脚本
是枝裕和にとって『万引き家族』以来5年ぶりの邦画作品である。脚本を手掛ける坂元裕二とは初めてのタッグかつ、監督デビュー作である『幻の光』以来となる自身が脚本執筆をしない一作となった。
2017年5月13日から8月6日にかけて、早稲田大学の演劇博物館で企画展「テレビの見る夢 − 大テレビドラマ博覧会」が開催された。企画展の関連イベントとして、6月28日、早稲田大学大隈記念講堂で元々お互いの作品をよく見ていると公言していた坂元と是枝のトークショーが開かれた。2人はこの時、いつか一緒に作品を作るかもしれないと感じていたと後にそれぞれのインタビューで話している。
2018年、東宝の川村元気と山田兼司は、坂元に「映画の開発をしよう」と話を持ちかけた。「45分くらいの尺感で走り切って、それが3本立てになったらどんな映画になるのか」という話になり、監督として是枝の名前を挙げたのは坂元とされる。同年12月18日、川村は是枝に「映画のプロットができたので読んでもらえないか」とメールした。是枝は誰か脚本家と組むならとの質問の際には必ず坂元と即答するほどの大ファンであった。坂元も是枝について「大好きな映画監督。脚本家としての是枝さんも尊敬している」と表現していた。そうした経緯から念願の共同作業が実現した。
脚本や撮影現場に関する監修は性的少数者の団体や保健を専門とする教師、インティマシーコーディネーターなどの子供の心のケアに関する専門家とゆっくり話し合い協力し合いながら行われ、2018年から3年かけて最終稿の台本が出来上がっていった。坂元が執筆した初稿は、映画化すれば前編と後編に分ける必要があるほどの長いシナリオとなっていた。その初稿を基にプロデューサーや監督、さらに今作の主人公たちに関わる各分野の専門家との綿密な議論を重ね、子どもたちが自らのセクシュアリティを認識する年齢に合わせた助言も反映された結果、坂元は意図的な余白を残す手法を取り入れながら、決定稿を完成させた。是枝は脚本を最初に読んだ時、「この少年2人は『銀河鉄道の夜』のジョバンニとカンパネルラだ」と感じたという。
坂元は是枝との対談で「世の中には被害者の物語が溢れているが、加害者の物語はどんどんなくなり、むしろ描くことが困難になってきている。そのなかでどうすれば自分が加害者になって、お客さんに加害者の主観を体験してもらうことができるのかをある時から考えていた」と述べ、そのほかのインタビューでは「本作の脚本を書いている時には今の自分の子供や自分が依里や湊と同じ年齢だった頃のこと、ある1人の友人のことをずっと頭の中で思い浮かべていました」「私たちは生きている上で、どうしても他者同士お互いに見えていないものがある。それを理解し合っていかなければならない時に直面した場合どういったことが起こるのか、そしてどうすればいいのか、その複雑さを表現するにはどうすればいいのか、長い間苦しみ悩みながら脚本を書きました」と答えている。
本作は最初に『なぜ?』という仮のタイトルを付けられたものの、正式に決定しないまま脚本の最終稿ができあがった。『怪物』という映画のタイトルは川村と是枝から提案されたものである。怪物というタイトルについて坂元は長い間難色を示していた。これについて是枝はクィアな子どもたちを「怪物」と言っているように誤解する人たちも出てくるのではないかと坂元が懸念していたからかもしれないと振り返っている。最終的には坂元も納得する形でタイトルが正式決定した。

#### ラストシーンについて
土砂崩れで横倒しになる廃電車から抜け出し、光にあふれる草むらを子どもたち2人が駆け抜けるラストシーンに関して、最後2人は無事だったんですか？という質問をされた際には「生きています」と是枝、坂元は断言している。
映画の撮影終了後の編集段階において、映画の最後の15分のシーンについて、わずかなセリフの追加や削除で、2人の結末が大きく変わる可能性が指摘された。ある編集パターンでは、2人が死亡したかのような印象を与える恐れがあったが、是枝と坂元は「2人が死んでしまったようには見せたくない」という共通認識を持っていた。そこで、編集の段階で0号試写から初号試写の間で大幅な変更が加えられた。
是枝は「彼らの生を肯定して終わるという共通認識があった。ただ、光に満ちているから現実離れしているという意見を否定するつもりもない」と述べている。
さらに、坂本龍一が手掛けた音楽『Aqua』がラストシーンを彩ることで、作品全体が「火で始まって水で終わる」というコンセプトの下、湊と依里の2人が新たに生き始めることへの祝福が込められていると説明した。

### 撮影

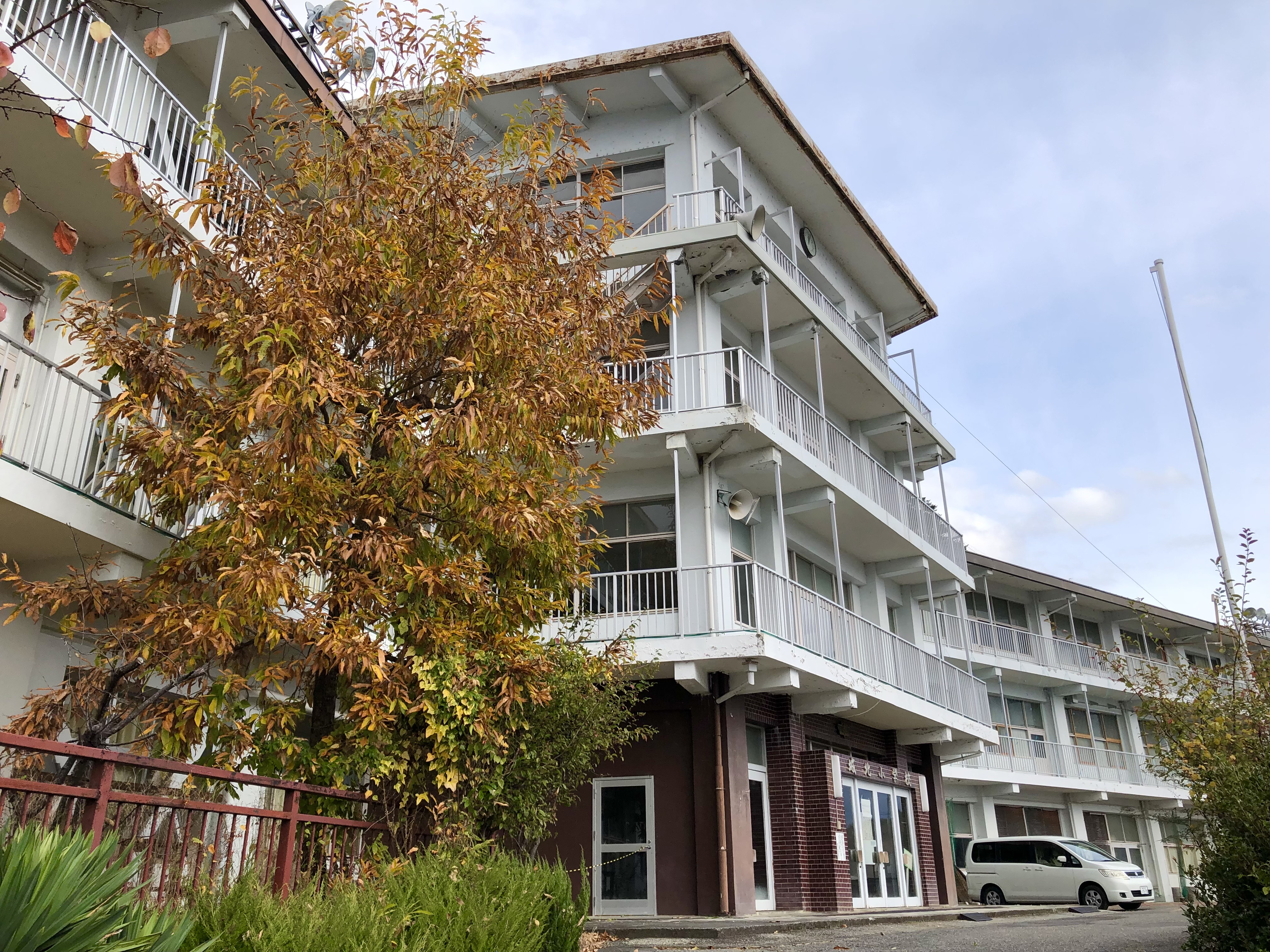
旧諏訪市立城北小学校

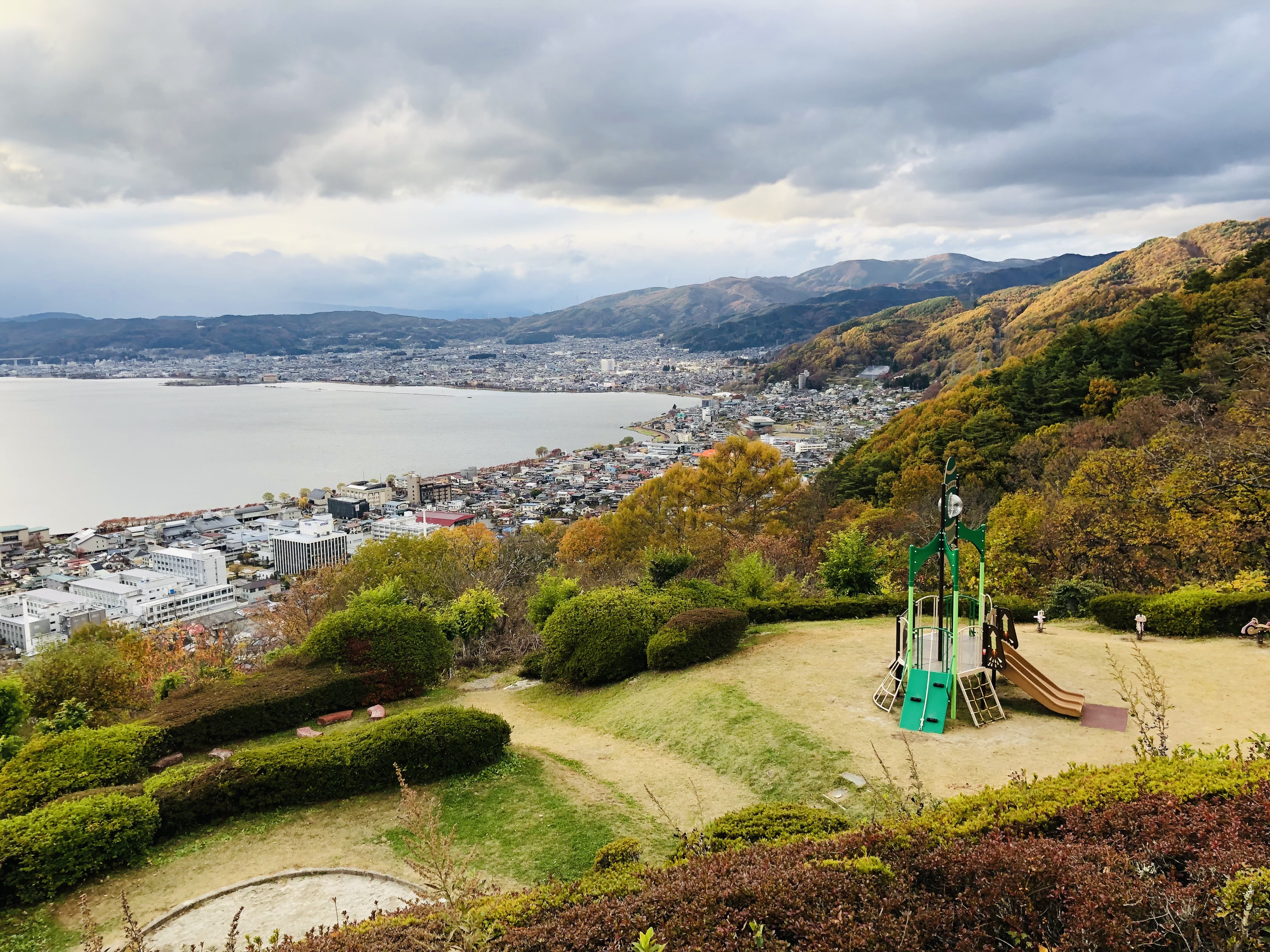
立石公園

主演を務める4人のうち、黒川想矢と柊木陽太については是枝や坂元も審査に参加したオーディションによって選出された。是枝は黒川と柊木に会うと最初に『銀河鉄道の夜』の話をし、読んでほしい、と言った。
脚本には、町を南北に分ける形で大きな川が流れているというト書きがあり、舞台設定は当初、東京都の西側の区域を想定していた。しかし、駅前での火災や、消防車の走行などのシーンの撮影を、東京都が許可しなかったため、千葉県と長野県諏訪地方が撮影候補地に挙がった。
長野県には「諏訪地方観光連盟 諏訪圏フィルムコミッション」（本部：諏訪市）があり、協力体制が整っていたことや、2012年にテレビドラマ『ゴーイング マイ ホーム』をロケ撮影を行ったときの信頼感が是枝にはあり、まずは諏訪に下見に行こうという話になった。「諏訪圏フィルムコミッション」に案内されて行った場所が、2021年3月に廃校となった旧諏訪市立城北小学校だった。是枝は昇降口の吹き抜けや、街と湖が見渡せる教室からの景色を気に入り、撮影地を諏訪に決定した。坂元には「大きな川」を「湖」に変えてほしいと依頼した。是枝はメディアの取材に対し、「全体を貫くテーマと湖を重ねてみようと思った」と述べ、「真っ黒い諏訪湖を見たときに『怪物だ』と感じた」と述べている。
2022年3月19日〜5月12日、7月23日〜8月12日に長野県諏訪地方（諏訪市・岡谷市・富士見町・下諏訪町）の約25カ所でロケーション撮影がおこなわれた。地元の小学生ら約700人がエキストラとして参加した。舞台となる旧諏訪市立城北小学校は、校名もそのまま「城北小学校」として映し出された。秘密基地の廃電車は富士見町の旧瀬沢隧道の付近にオープンセットとして設営された。製作には、富士見町の建設会社「今井建設」が協力した。同社は2011年からテレビドラマ、映画、CMなどのセット造成に関わっており、本作品ではセットの資材の運び入れの方法も発案した。主な撮影場所は下記のとおり。
- 諏訪市 - 旧諏訪市立城北小学校、立石公園、JR上諏訪駅前、諏訪赤十字病院、諏訪市立城南小学校
- 岡谷市 - 釜口水門、童画館通り、市営岡谷球場、イルフプラザ、丸山橋交差点
- 富士見町 - 旧瀬沢隧道、旧立場川橋梁跡
- 下諏訪町 - クリーニングモモセ

### 音楽
坂本龍一が音楽を担当した経緯について、是枝は「撮影場所が諏訪に決まって描かれる脚本に風景が明快になった時、夜の湖に坂本龍一さんの曲の響きが重なった」と述べている。映画の編集をしながら坂本の音楽を仮当てし、それに手紙を添えて坂本に作曲の依頼をした。坂本はすぐに是枝へ「全部を引き受ける体力はもう残ってないけど、（仮当てした映画を）観させて頂いたらとても面白くて、音楽のイメージが何曲か浮かんでいるので形にします。気に入ったら使って下さい」と手紙を送り、その後2曲の新曲と一緒に「すでに私が発表している楽曲から自由に使って頂いて構いません」というメッセージを映画の制作・製作陣へ送った。
最終的に完成した映画には計7曲が使用された。内訳は新曲である「Monster 1」、「Monster 2」、1998年発売のアルバム『BTTB』から「Aqua」、2009年発売のアルバム『アウト・オブ・ノイズ』から「hibari」と「hwit」、2023年1月発売のアルバム『12』から「20220207」、「20220302」。
2023年3月28日、坂本は東京都内の病院で死去した。全国公開直前の5月31日、全7曲入りのアルバム『サウンドトラック「怪物」』が発売された。

## 公開・展開
2023年5月16日、第76回カンヌ国際映画祭が開幕。
『怪物』は5月17日に同映画祭で上映された。5月18日、『怪物』の記者会見がカンヌで開かれ、是枝、坂元、安藤サクラ、永山瑛太、黒川想矢、柊木陽太が参加した。同年5月27日、授賞式前に発表される独立賞として、LGBTQ＋を専門とする学者やジャーナリスト、クィアに関する映画祭のプログラマーやプロデューサー、クィアの映画監督や役者が選考委員を務めるクィア・パルム賞を受賞した。そして、本賞の授賞式で脚本賞を受賞した。
クィア・パルム審査員長のジョン・キャメロン・ミッチェルは賞の授与に当たり、「1本を選ぶのは大変な作業でしたが、ある作品が満場一致で選ばれました」と述べ、「世間の期待に適合できない2人の少年が織りなす、この美しく構成された物語は、クィアの人々、馴染むことができない人々、あるいは世界に拒まれている全ての人々に力強い慰めを与え、そしてこの映画は命を救うことになるでしょう」と本作を評した。同日、フランスの「ル・モンド」はクィア・パルムに言及。「『怪物』は、二人の少年の間に親密な友情がめばえ、それが愛の関係に発展するというプロットを、非常に謙抑的に描いている」と報じた。
同年6月2日、日本で全国公開された。6月5日、全国映画動員ランキングトップ10（6月2日～4日の3日間集計）が発表。『怪物』は初日から3日間で動員23万1000人、興収3億2500万円をあげ、3位で初登場した。6月30日、英語字幕付きの上映がTOHOシネマズ日比谷など都内3館で始まった。
韓国における累計観客動員数が約50万人となり、これは是枝監督の韓国で公開された邦画作品における観客動員数の最多記録となった。
公開3週目である6月18日（日）の時点で190以上の国や地域でも展開されることが決定した。

### クィア性を巡る議論
公開月である6月はLGBTQ+の権利啓発のプライド月間に該当していたが、配給を担当した東宝やギャガは、性的少数者に関する積極的なパブリシティや啓発的なメッセージ発信を行わなかった。この点について、クィアやその他の性的少数者に対する無関心や、マーケティング上の都合で実際の社会問題が十分に取り上げられなかったという国内からの批判が存在している。
また、映画公開後、国内で活動する一部のクィア作家や学者、批評家からクィア表象の扱いに関して批判を受けた。批評家らは、本作においてクィアなテーマが意図的に隠蔽されたと指摘し、作品内部のみならず、マーケティング戦略においても、あたかも「ネタバレ」とみなされる表現が採用された点を問題視している。特に、クィアの歴史的背景として、物語の中で悲劇的な死や犠牲が頻繁に描かれる傾向があり、本作のラストシーンにおいてもそのパターンが踏襲されたとされ、クィアの存在が単なる悲劇の象徴として消費されるリスクを孕むと批判された。
一方、是枝監督は、作品自体を「死」ではなく「生」を選ぶ物語として制作したつもりであり、最終的な映像表現において登場人物がありのままに生きる喜びを表現してほしいと考えていた。具体的には、撮影現場では少年二人が楽しげに叫び、台風によって飛ばされた柵を外し、閉ざされていた線路の先へと進むシーンが繰り返し撮影され、未来が開かれることを暗示する演出が施された。そのため、ラストシーンにおいては、少年たちが死ぬという結末ではなく、むしろ祝福としてのシーンであると捉えられるよう意図されていた。是枝は、観客の約2割がそのシーンを死後の世界の表現として誤読する可能性があるかもしれないと考えていたが、映画内の文脈の流れの中で「生まれ変わったのかな」「そういうのはないと思うよ」「ないよ。もとのままだよ」「そっか。良かった」という坂元の書いたやりとりを聞いてもらえれば、誤読は起きないだろうと予想していた。実際には死後の世界と考察する人の割合が自身の予想を上回る結果となり、監督自身は自らの予測が甘かった可能性を認めるに至った。
また、是枝は、カンヌ国際映画祭での記者会見において、「日本では性的少数者を扱った作品が少ないのではないか」という問いに対し、本作がLGBTQに関するテーマのみを扱うものではなく、成長過程における内面的葛藤なども含むことを説明する意図で、「（LGBTQに）特化した映画ではない」と発言した。この発言に対してSNS上で批判が寄せられ、所属事務所内でも意見が交わされた。
是枝は、クィア表象の歴史的背景や当事者の経験をより深く理解していれば、より適切な表現を選択できたと振り返っている。「特化していない」という言葉が、LGBTQ当事者に対し「自分たちの存在がまた隠される」という印象を与える可能性があることに気づき、今後の発言の在り方について再考する意向を示した。今後は、プロデューサーや配給側と事前に十分な議論を重ねた上で、「クィアの少年たちを描いた映画である」という前提を明確に伝えることの重要性を認識し、自身の考えをより明確に発信し、意見交換を積極的に行う姿勢を示している。
また、本作の加害者性と被害者性の入れ替わりを表現するための3部構成について、是枝側から海外のメディアや批評家、ライターに対して問題があると感じた場合は指摘して欲しいと映画公開後逆に質問した際にはイギリス、フランス、アメリカでは一切批判されず、スペインでは一件のみ批判があったため、日本国内で批判する人が存在したのは宣伝の段階での自身の言葉選びに起因する部分が大きかったのかもしれないと振り返っている。
一方、弁護士であり性的少数者の人権問題に取り組んでいるクィア当事者の仲岡しゅんは本作のクィアの描き方を批判していたライターの坪井里緒、映画文筆家の児玉美月と是枝監督の鼎談がレポートされた記事に対して、「記事の中で『クィア』『当事者』という言葉がよく出てくるが、当然ながらクィアの当事者でも全く一枚岩ではなく、それぞれの見る角度や目線は大きく異なる」と指摘している。加えて、仲岡自身は記事中で代弁されている「当事者からの批判の声」とは全く違った感想をこの映画に抱いたと話し、「私はこの作品から他の映画や作品では到底感じたことがないほどの深い慰めを受け、勇気を受け取った」と本作を評価している。また、ラストシーンは自分を肯定できた子どもたちの「生」への祝福に感じられたと話し、本作におけるクィアの描き方を肯定している。

## 備考・エピソード
- 監督である是枝は、坂元から脚本を受け取った際、本作が坂元裕二の作品の中でどの系譜に属するのかを考え、『それでも、生きていく』や『わたしたちの教科書』を想起したという。特に『わたしたちの教科書』には秘密基地が登場し、「世界は変えることができますか？」という問いが作中で重要な要素となっている点に着目した。本作では、一つの出来事が3つの視点から異なる形で描かれる構成が採られており、この物語をどのように捉え、どのように関わるかを考えた是枝は、劇中の台詞にはなっていないものの、脚本の1ページ目に「世界は生まれ変われるか」という一文を加えた[57]。
- 是枝は、映画『怪物』の撮影に際し、これまでの演出手法を一部変更したことを明かしている。従来、彼の作品において子役の演技指導は口伝えによることが多かったが、本作では黒川想矢（湊役）および柊木陽太（星川依里役）に対し、事前に台本を渡して演技に臨ませる手法を採用した。 この変更の理由について、是枝は「特別な意図があったわけではなく、単純に2人が『台本を事前に読んだほうが演じやすい』と述べたため」と説明している。オーディションの段階では、口伝えでセリフを伝える方法も試みられたが、黒川と柊木には台本を読んでから演じる方が適していると判断された。是枝は自身の演出法について「常に正解があるわけではなく、作品ごとに最適な方法を模索している」と述べ、本作では2人に台本を渡す方針を採ったことが「結果的に良い方向に作用した」と振り返っている[101][102]。
- 脚本を手掛けた坂元裕二はカンヌ国際映画祭後の会見において、かつて自動車の運転中に経験した出来事が『怪物』の物語に影響を与えたと述べている。 ある日、坂元は車を運転し、信号待ちをしていた。その際、目の前にはトラックが停車しており、信号が青に変わっても動く気配がなかった。不審に思った彼はクラクションを鳴らしたが、それでもトラックは発進しなかった。ようやく動き出した後、トラックの前方には横断歩道を渡る車いす利用者がおり、トラックの後方にいた坂元からはその姿が見えなかったことを知る。この出来事を振り返り、彼は不用意にクラクションを鳴らしてしまったことを後悔することとなった。 この経験を通じて、坂元は、人は、自らを被害者として認識することには敏感である一方で、自身が加害者であると気付くことは容易ではない。こうした認識の難しさについて、長年思索を重ね、その思索の一つの表現として、『怪物』の脚本にこの視点を取り入れることを選択したと語っている[103]。
- 決定稿の脚本段階では、同級生である木田美青が、湊と依⾥という主要登場人物の関係性に対して特定の解釈を押しつける役割を担っていた。美青は、BL作品への嗜好から、二人の関係を既存の親密な関係として「恋愛関係」と断定し、その解釈を自己表現の一環として宣言する描写が盛り込まれていた。具体的には、美青が「あなたたちの関係は恋愛だ」と宣言し、「応援している」と発するシーンが決定稿にも描かれており、これにより湊と依⾥が本人たちの意思に反して第三者によるアイデンティティの解釈・暴露（いわゆる「アウティング」）をされてしまうシーンが映画内で描かれる予定であった[104]。また、依⾥が虐待の被害に遭い危機的状況に陥る中で、湊が依⾥を救出するために奮闘する展開が用意されていた。このシーンでは、湊が必死に救出を試みた結果、最終的に力尽き倒れるという展開が描かれる予定であった[105]。倒れた後には校長が登場し、湊と依⾥に対して手厚い介抱を行い、濡れた服の着替えといった描写を通して、作品全体のメッセージとして救済の手が示される意図があった。しかし、最終的にこれらのシーンは、作品全体のストーリー性を損なわないため、また二人の主人公の内面に焦点を当てる意図から、削除されることとなったと是枝は言及している。一方で、この２つのシーンの削除に対しては、実際にクィア当事者が直面する現実問題を十分に伝える機会を失った、この話は入れ込んで欲しかったというクィアコミュニティからの声が多かったという指摘も存在している[68]。
- 当初の脚本では、映画の最後に線路の先から湊と依⾥が観客の方を見返すシーンが描かれていた[105]。この構図は、本ポスタービジュアルに掲載されている構図[106][107]であった。しかし、最終的な映画ではこのシーンが変更され、少年たちが見返さない形での結末となった。是枝は、決定稿の段階で坂元と共にシーンの検討を重ねた結果、当初計画されていた「見返すシーン」を削除する判断を下した[65][65]。是枝は、試写段階で実際に少年たちが見返すシーンが残っていたものの、最終的には映像を「走り切って黒に落とす」演出が、結末として圧倒的かつ鮮やかな印象を与えると判断した。是枝は、見返すシーンが示していた「私たちと同じ世界にいる」というメッセージに対して、作品の意味としては十分に明確なものがあったと述べる。一方で、彼は「私たちはもうあの二人には追いつけない。先生も母親も大人たちも、誰も手が届かない」という表現のため、少年たちが手の届かない場所へと走り抜ける結末を選択した[68]。
- 脚本の決定稿において車両内で湊と依⾥が抱き合い、湊が勃起するという性的な描写が含まれていた。是枝は、出演する子どもたちがその意味をどの程度理解しているのか不明であることから、事前に保護者への確認を徹底した。さらに、性教育に関する十分な説明を行うため、紹介を受けた助産師が講義を実施。また、インティマシー・コーディネーターにも同席してもらい、劇中の子どもたちの身体的変化や感情の動きについて頭で理解し、実際のシーンに落とし込むプロセスを丁寧に指導するなど、慎重な配慮がなされた[68]。 少年同士の親密なシーンの撮影現場については、ロケ地が森であったため、撮影時の環境にも特別な注意が払われた。電車内のシーンでは、必要最低限のスタッフのみが立ち会い、カメラマン、是枝、そしてインティマシー・コーディネーターの3人のみが同席する体制で進められた[68]。
- 脚本の初稿段階では、主人公の一人である湊が自らの性的指向を隠蔽するための具体的な行動として、携帯電話に水着姿の女の子の写真を保存し、その写真を寝室に残すという描写が含まれていた。このシーンでは、寝室に入った母親がその写真を発見し、思わず笑みを浮かべて安心するという反応が描かれていた[68]。しかし、当事者への取材において「性的自認や気づきの段階には個人差がある」という意見が上がったことから、制作陣はこの描写が観客に対してどのような影響を与えるかを再検討した。その結果、湊の性的指向に関する具体的な示唆を含む描写は、全体の統一感を持たせるために、約3か所にわたってカットされる判断となった[68]。
- 2022年10月12日、ロケをきっかけに、是枝は諏訪市立城南小学校を訪れ、映画制作に取り組む6年1部の児童28人に対し特別授業を行った。児童たちが制作した3本の映画は2023年2月14日、岡谷スカラ座で開かれた試写会で披露された[108][77]。
- 2023年6月2日の公開に合わせて、諏訪圏フィルムコミッションはロケ地マップを作成。諏訪市、岡谷市、富士見町、下諏訪町で撮影された計22か所のロケ地の写真と住所が掲載されている。フィルムコミッション長野県内の劇場などで配布するとともに、特設サイトでも公開した[83][79]。
- 2023年6月9日、諏訪圏フィルムコミッションは岡谷市の商店街「童画館通り」のふれあいホールに「廃電車」のセットの一部を再現。監督、俳優らの120枚を超えるオフショットや小道具を展示した。ホールには、映画公開からわずか1カ月間で、国内外のファン500人以上が訪れた[109][110]。
- 2023年12月27日、バラク・オバマ元米国大統領は、毎年恒例となっている「2023年のお気に入り映画」を公表し、その10本の中に『怪物』も含まれていた[111]。